# Diocesi di Taio
La diocesi di Taio (in latino Dioecesis Taiana) è una sede soppressa del patriarcato di Costantinopoli e una sede titolare della Chiesa cattolica.

## Storia
Taio, forse identificabile con Geyve nell'odierna Turchia, è un'antica sede vescovile della provincia romana di Bitinia nella diocesi civile del Ponto. Faceva parte del patriarcato di Costantinopoli ed era suffraganea dell'arcidiocesi di Nicomedia.
La diocesi fu eretta nel IX secolo ed è documentata nelle Notitiae Episcopatuum del patriarcato fino al XII secolo. Data l'incertezza dei confini fra le metropoli di Nicomedia e di Nicea, Taio è indistintamente menzionata nelle Notitiae sia nell'una sia nell'altra metropolia.
Unico vescovo conosciuto di questa antica sede è Giovanni, noto per l'esistenza del suo sigillo vescovile, datato all'XI secolo.
Dal 1933 Taio è annoverata tra le sedi vescovili titolari della Chiesa cattolica; la sede è vacante dal 27 gennaio 1962.

## Cronotassi

### Vescovi greci
- Giovanni † (circa XI secolo)

### Vescovi titolari
- Etienne Carton de Wiart † (16 giugno 1934 - 8 luglio 1945 nominato vescovo di Tournai)
- Hugh Aloysius Donohoe † (2 agosto 1947 - 27 gennaio 1962 nominato vescovo di Stockton)